# 杨佩琪
杨佩琪（2007年10月5日—），湖北武汉人，中国女子游泳运动员，2022年亚洲运动会女子4×200米自由泳接力金牌得主和女子800米自由泳铜牌得主、2024年世界游泳锦标赛女子4×200米自由泳接力金牌得主、2025年世界游泳锦标赛女子4×200米自由泳接力铜牌得主。